# Gino Fondi
Gino Fondi (Montecatini Terme, 9 maggio 1920 – 7 ottobre 1987) è stato un ciclista su strada italiano.
Fu campione italiano dilettanti nel 1939, e poi professionista e indipendente dal 1941 al 1949.

## Carriera
Tra i dilettanti fu campione italiano su strada, vincendo la classifica a punti della competizione. Attivo dal 1941 come professionista, corse tra le altre per la Legnano e la Welter. Non ottenne vittorie da professionista; colse come migliori piazzamenti il secondo posto nella prima tappa del Giro d'Italia 1947 a Torino, il terzo al Giro di Toscana 1941 e il quarto alla Milano-Torino 1941.

## Palmarès
- 1939 (dilettanti)

Ai monti, ai laghi, al mare - Coppa Elisa Ferretti
Circuito delle Caminate
Campionati italiani, Classifica dilettanti a punti

### Altri successi
- 1940

Internationale Radkriterium in Wangen

## Piazzamenti

### Grandi Giri
- Giro d'Italia

1947: ritirato

### Classiche monumento
- Milano-Sanremo

1941: 33º